# Ґриґрув
Ґриґрув (пол. Grygrów) — село в Польщі, у гміні Сточек Венґровського повіту Мазовецького воєводства.
Населення — 202 особи (2011).
У 1975-1998 роках село належало до Седлецького воєводства.

## Демографія
Демографічна структура станом на 31 березня 2011 року:
|          | Загалом | Допрацездатний вік | Працездатний вік | Постпрацездатний вік |
| -------- | ------- | ------------------ | ---------------- | -------------------- |
| Чоловіки | 104     | 23                 | 73               | 8                    |
| Жінки    | 98      | 23                 | 50               | 25                   |
| Разом    | 202     | 46                 | 123              | 33                   |